# Mistoprayina fragosa
Mistoprayina fragosa is een hydroïdpoliep uit de familie Prayidae. De poliep komt uit het geslacht Mistoprayina. Mistoprayina fragosa werd in 1987 voor het eerst wetenschappelijk beschreven door Pugh & Harbison. 